# Côn Đảo
Côn Đảo là một quần đảo nằm ở ngoài khơi bờ biển Nam Bộ và cũng là một đặc khu trực thuộc Thành phố Hồ Chí Minh.
Quần đảo cách phường Vũng Tàu 97 hải lý theo đường biển. Nơi gần Côn Đảo nhất trên đất liền là xã Vĩnh Hải, thành phố Cần Thơ là 40 hải lý. Côn Đảo từng được biết đến là nơi giam giữ và lưu đày tù nhân lớn nhất Đông Dương trước năm 1975. Ngày nay, Côn Đảo là điểm du lịch nghỉ dưỡng và tham quan với các bãi tắm và khu bảo tồn thiên nhiên Vườn quốc gia Côn Đảo.

## Tên gọi
Côn Đảo hay Côn Sơn cũng hay dùng cho tên của hòn đảo lớn nhất trong quần đảo này. Sách sử Việt Nam trước thế kỷ XX thường gọi đảo Côn Sơn là đảo Côn Lôn. Theo các nhà nghiên cứu, tên gọi Côn Lôn có nguồn gốc từ tiếng Mã Lai, là "Pulau Kundur" (tạm dịch là "hòn Bí"). Người châu Âu phiên âm thành Poulo Condor (trong các văn bản tiếng Anh và tiếng Pháp). Riêng tên trong tiếng Khmer là "Koh Tralach".
Trong một thời gian ngắn (1974-1975), Côn Đảo còn có tên gọi hành chính là thị xã Phú Hải.
Năm 1977, Quốc hội Việt Nam quyết định tên gọi chính thức là Côn Đảo. Tên gọi này được sử dụng cho đến tận ngày nay.

## Địa lý
Quần đảo Côn Đảo nằm cách phường Vũng Tàu 97 hải lý và cách cửa sông Hậu 45 hải lý, có cùng một kinh độ với Thành phố Hồ Chí Minh (106°36′ Đông) và cùng một vĩ độ với tỉnh Cà Mau (8°36′ Bắc). Quần đảo gồm 16 hòn đảo, trong đó 14 hòn quây cụm gần nhau; riêng hai hòn Trứng Lớn và Trứng Nhỏ nằm tách biệt về phía tây, vốn dĩ mới được chính quyền Việt Nam nhập vào huyện Côn Đảo từ năm 1995. Côn Đảo có tổng diện tích đất nổi là 76 km², trong đó đảo lớn nhất là đảo Côn Sơn 51,52 km². Đảo này có địa hình đồi núi, ưu thế bởi các dãy đá granit chạy từ phía tây nam đến đông bắc, che chở cho các vùng vịnh của đảo cả về hai phía khỏi những luồng gió mạnh. Điểm cao nhất của quần đảo là đỉnh núi Thánh Giá trên đảo Côn Sơn, cao 577 m. Địa chất quần đảo có tính đa dạng cao, gồm đá mácma Mesozoi xâm nhập axít, đá mácma phun trào axít và phun trào trung tính và trầm tích Đệ Tứ.

### Danh sách các hòn đảo
| STT | Tên gọi       | Tên khác                               | Toạ độ                                        | Diện tích (km²) | Ghi chú |
| --- | ------------- | -------------------------------------- | --------------------------------------------- | --------------- | --- |
| 1 | Đảo Côn Sơn   | Côn Đảo; đảo/hòn Côn Lôn; Phú Hải      | 8°40′57″B 106°36′26″Đ / 8,6825°B 106,60722°Đ  | 51,52           | đảo lớn nhất |
| 2 | Hòn Bà        | Hòn Côn Lôn Nhỏ; Phú Sơn               | 8°38′51″B 106°33′37″Đ / 8,6475°B 106,56028°Đ  | 5,45            | cách đảo Côn Sơn bởi khe nước Họng Đầm rộng không quá 20 m; trên đảo có đỉnh núi cao 321 m                               |
| 3 | Hòn Bảy Cạnh  | Phú Tường                              | 8°40′14″B 106°40′20″Đ / 8,67056°B 106,67222°Đ | 5,5             | là điểm A5 trên đường cơ sở tính chiều rộng lãnh hải của lục địa Việt Nam                                                |
| 4 | Hòn Bông Lan  | Hòn Bông Lang; hòn Bông Lau; Phú Phong | 8°39′4″B 106°40′31″Đ / 8,65111°B 106,67528°Đ  | 0,2             | là điểm A4 trên đường cơ sở tính chiều rộng lãnh hải của lục địa Việt Nam                                                |
| 5 | Hòn Cau       | Phú Lệ                                 | 8°41′34″B 106°44′20″Đ / 8,69278°B 106,73889°Đ | 1,8             | nằm về phía đông bắc đảo Côn Sơn, đất đai màu mỡ; thuở xưa đảo có loại cau to, ngon và rất được người Gia Định ưa chuộng |
| 6 | Hòn Tài Lớn   | Phú Bình                               | 8°38′15″B 106°37′52″Đ / 8,6375°B 106,63111°Đ  | 0,38            | là điểm A3 trên đường cơ sở tính chiều rộng lãnh hải của lục địa Việt Nam                                                |
| 7 | Hòn Tài Nhỏ   | Hòn Thỏ; Phú An                        | 8°38′14″B 106°38′11″Đ / 8,63722°B 106,63639°Đ | 0,1             | - |
| 8 | Hòn Trác Lớn  | Phú Hưng                               | 8°38′14″B 106°37′8″Đ / 8,63722°B 106,61889°Đ  | 0,25            | - |
| 9 | Hòn Trác Nhỏ  | Phú Thịnh                              | 8°38′19″B 106°37′22″Đ / 8,63861°B 106,62278°Đ | 0,1             | - |
| 10 | Hòn Tre Lớn   | Phú Hoà                                | 8°42′27″B 106°32′34″Đ / 8,7075°B 106,54278°Đ  | 0,75            | - |
| 11 | Hòn Tre Nhỏ   | Phú Hội                                | 8°44′13″B 106°35′14″Đ / 8,73694°B 106,58722°Đ | 0,25            | - |
| 12 | Hòn Trọc      | Hòn Trai; Phú Nghĩa                    | 8°41′18″B 106°33′28″Đ / 8,68833°B 106,55778°Đ | 0,4             | còn gọi là hòn Trai vì có nhiều trai ốc biển                                                                             |
| 13 | Hòn Trứng     | Hòn Đá Bạc; hòn Đá Trắng; Phú Thọ      | 8°46′45″B 106°43′12″Đ / 8,77917°B 106,72°Đ    | 0,1             | trơ trụi nhưng có nhiều chim                                                                                             |
| 14 | Hòn Vung      | Phú Vinh                               | 8°37′46″B 106°33′27″Đ / 8,62944°B 106,5575°Đ  | 0,15            | nằm ngay phía nam của hòn Bà                                                                                             |
| 15 | Hòn Trứng Lớn | Hòn Anh                                | 8°36′13″B 106°08′29″Đ / 8,60361°B 106,14139°Đ | 0,11            | đảo không người, chủ yếu núi đá                                                                                          |
| 16 | Hòn Trứng Nhỏ | Hòn Em                                 | 8°34′40″B 106°05′25″Đ / 8,57778°B 106,09028°Đ | 0,03            | đảo không người, chủ yếu núi đá                                                                                          |
| Vị trí các đảo |               |                                        |                                               |                 | |
| hòn Trứng đảo Côn Sơn hòn Cau hòn Bảy Cạnh hòn Bông Lan hòn Trác Lớn và Trác Nhỏ hòn Tài Lớn và Tài Nhỏ hòn Vung hòn Bà hòn Trọc hòn Tre Lớn hòn Tre Nhỏ |               |                                        |                                               |                 | |

### Khí hậu
Khí hậu Côn Đảo mang đặc điểm á xích đạo - hải dương nóng ẩm, chia thành hai mùa rõ rệt: mùa mưa kéo dài từ tháng 5 đến tháng 11 và mùa khô kéo dài từ tháng 12 đến tháng 4 năm sau. Nhiệt độ trung bình năm là 26,9 °C. Tháng 5 oi bức, có lúc nhiệt độ lên đến 34 °C. Lượng mưa bình quân trong năm đạt 2.200 mm; mưa ít nhất vào tháng 1. Quần đảo Côn Đảo nằm ở vùng giao nhau giữa luồng hải lưu ấm từ phía nam và luồng hải lưu lạnh từ phía bắc. Nhiệt độ nước biển từ 25,7 °C đến 29,2 °C.

### Sinh thái
Vườn quốc gia Côn Đảo được thành lập từ năm 1993 trên cơ sở chuyển từ Khu rừng cấm Côn Đảo với diện tích 6.000 ha trên cạn và 14.000 ha vùng nước, bao trùm 14 hòn đảo (không bao gồm hòn Trứng Lớn và hòn Trứng Nhỏ).
Về thực vật, người ta thống kê được 882 loài thực vật rừng bậc cao thuộc 562 chi, 161 họ, trong đó có 371 loài thân gỗ, 30 loài phong lan, 103 loài dây leo, 202 loài thảo mộc,.... Về động vật rừng, hiện đã biết 144 loài bao gồm 28 loài thú, 69 loài chim, 39 loài bò sát,... Côn Đảo có loài thạch sùng Côn Đảo đặc hữu.
Vùng biển của vườn quốc gia sở hữu 1.383 loài sinh vật biển, trong đó có 127 loài rong biển, 11 loài cỏ biển, 157 loài thực vật phù du, 115 loài động vật phù du, 202 loài cá, 8 loài thú và bò sát biển,... Các rạn san hô nơi đây do 219 loài hợp thành; độ phủ trung bình là 42,6 %. Côn Đảo không chỉ là vùng có nhiều rùa biển nhất nước Việt Nam mà còn là nơi duy nhất ở Việt Nam còn tồn tại một quần thể bò biển có cuộc sống không tách rời các thảm cỏ biển.

## Hành chính
Hiện nay, đặc khu Côn Đảo có chính quyền một cấp, thông qua các cơ quan chức năng đặc khu, trực tiếp đến địa bàn khu dân cư.

## Lịch sử

### Từ thời cổ đại đến thời nhà Nguyễn

Đền thờ bà Phi Yến, được cho là vợ thứ của chúa Nguyễn Ánh

Căn cứ vào các kết quả khảo cổ học, các nhà nghiên cứu cho rằng Côn Đảo đã có sự hiện diện của con người từ thời tiền sử qua các di vật công cụ tạo tác, được xác định ở vào khoảng giữa sơ kỳ thời đại Kim khí và có quan hệ mật thiết với di vật gốm thời tiền Sa Huỳnh sớm ở Nam Trung Bộ và Đông Nam Bộ.
Nằm cách xa đất liền, nhưng do nằm ở vị trí thuận lợi trên đường hàng hải nối liền Âu-Á nên Côn Đảo sớm được người phương Tây biết đến. Những ghi chép ban đầu của một thương gia thương nhân Ả Rập sống ở thế kỷ thứ IX là Soleyman (hay Sulaymân), được các tài liệu Pháp dẫn lại, có ghi nhận một quần đảo có tên gọi là Sender-Foulat (hoặc Cundur-fũlát) nằm ở vùng biển phía Nam Trung Hoa. Theo học giả người Pháp Gabriel Ferrand: Cundur-fũlát là cách đọc cổ, Sundur-fũlát là cách đọc hiện đại; có nghĩa là những hòn đảo trái bí (les iles de la courge) trong tiếng Mã Lai. Ông cũng khẳng định đó chính là đảo Poulo Condore, tọa lạc tại địa điểm cách đồng bằng sông Mékong bốn mươi dặm về phía Nam; tương ứng vị trí quần đảo Côn Đảo ngày nay.
Trong tác phẩm Marco Polo du ký, thương gia người Ý Marco Polo có ghi chép vào năm 1294, đoàn thuyền buôn 14 chiếc của ông trên đường từ Trung Hoa về nước bị một cơn bão nhấn chìm mất 8 chiếc; số còn lại đã dạt vào trú tại Côn Đảo, được ông ghi nhận với tên gọi Poulo Condore.
Giai đoạn thế kỷ XV – thế kỷ XVI: có rất nhiều đoàn du hành của châu Âu ghé qua thăm Côn Đảo.
Cuối thế kỷ XVII và đầu thế kỷ XVIII: các nhà tư bản Anh, Pháp đã bắt đầu để ý đến các nước phương Đông. Nhiều lần các công ty của Anh, Pháp cho người tới Côn Đảo điều tra, dò xét tình hình mọi mặt với dụng ý chiếm Côn Đảo.

Năm 1702, tức năm thứ 12 đời Chúa Nguyễn Phúc Chu, quân đội Công ty Đông Ấn của Anh với 8 chiến thuyền và 200 lính, dưới sự chỉ huy của Allen Catchpole, đổ bộ lên Côn Đảo, cắm cờ, xây dựng pháo đài, đặt đại bác phòng thủ hòng chiếm giữ dài lâu. Tướng Trương Phúc Phan (Trấn thủ dinh Trấn Biên) được mật lệnh của chúa Nguyễn phải tìm cách giành lại. Theo Đại Nam Thực Lục:
"Giặc biển là người Man An Liệt [An Liệt là phiên âm của chữ English], có tám chiếc thuyền đến đậu ở đảo Côn Lôn. Trưởng là bọn Tô Thích Già Thi [Allen Catchpole], 5 người tự xưng là nhất ban, nhị, tam ban, tứ ban, ngũ ban [quan một, quan hai, quan ba, ...] (mấy ban cũng như mấy bực, nguyên người Tây phương dùng những tên ấy để gọi bọn đầu mục của họ), cùng đồ đảng hơn hai trăm người, kết lập trại sách, của cải chứa đầy như núi, bốn mặt đều đặt đại bác. Trấn thủ dinh Trấn Biên là Trương Phước Phan (con trưởng dinh Trương Phước Cương) lấy công Chúa Ngọc Nhiễm) đem việc báo lên, chúa sai Phúc Phan tìm cách trừ bọn ấy".
Trương Phúc Phan dùng kế trá hàng, tuyển mộ 15 người Chà Và (có gốc gác từ Malacca) ra Côn Đảo làm thuê cho quân Anh. Nhân lúc quân Anh sơ hở, tháng 10 năm Quý Mùi (tức tháng 11/1703), quân Chà Và nhân lúc nửa đêm nổi lửa thiêu rụi quân trại của Anh, bắt được nhiều sĩ quan làm tù binh. Quân Đàng Trong cũng nhân đó nội ứng ngoại hợp công đồn. Người của Công ty Đông Ấn phải tháo chạy theo đường biển. Được tin, Trương Phúc Phan lệnh đem binh thuyền đến tiếp quản Côn Lôn, tịch thu hết của cải, khí giới nộp chính quyền. Chúa Nguyễn trọng thưởng tướng sĩ và đội quân Chà Và. Trương Phúc Phan sau đó tổ chức các đội dân binh (bán quân sự) để phòng thủ đảo, ngăn chặn âm mưu tái chiếm Côn Lôn của người Anh. Đại Nam Thực Lục chép sự kiện này như sau:
"Trước là Trấn Thủ Trấn Biên Trương Phước Phan mộ 15 người Chà Và [Mã Lai] sai làm kế trá hàng đảng An Liệt, để thừa chúng sơ hở thì giết. Bọn An Liệt không biết. Ở Côn Lôn một năm không thấy Trấn Biên xét hỏi, tự lấy làm đắc chí. Người Chà Và nhân đêm phóng lửa đốt trại, đâm chết nhất ban, nhị ban, bắt được ngũ ban trói lại, còn tam ban, tứ ban thì theo đường biên trốn đi. Phúc Phan nghe tin báo, tức thì sai binh thuyền ra Côn Lôn, thu hết của cải bắt được dâng nộp, chúa trọng thưởng người Chà Và và tướng sĩ theo thứ bậc. Tên ngũ ban thì đóng gông giải đi, chết ở dọc đường."

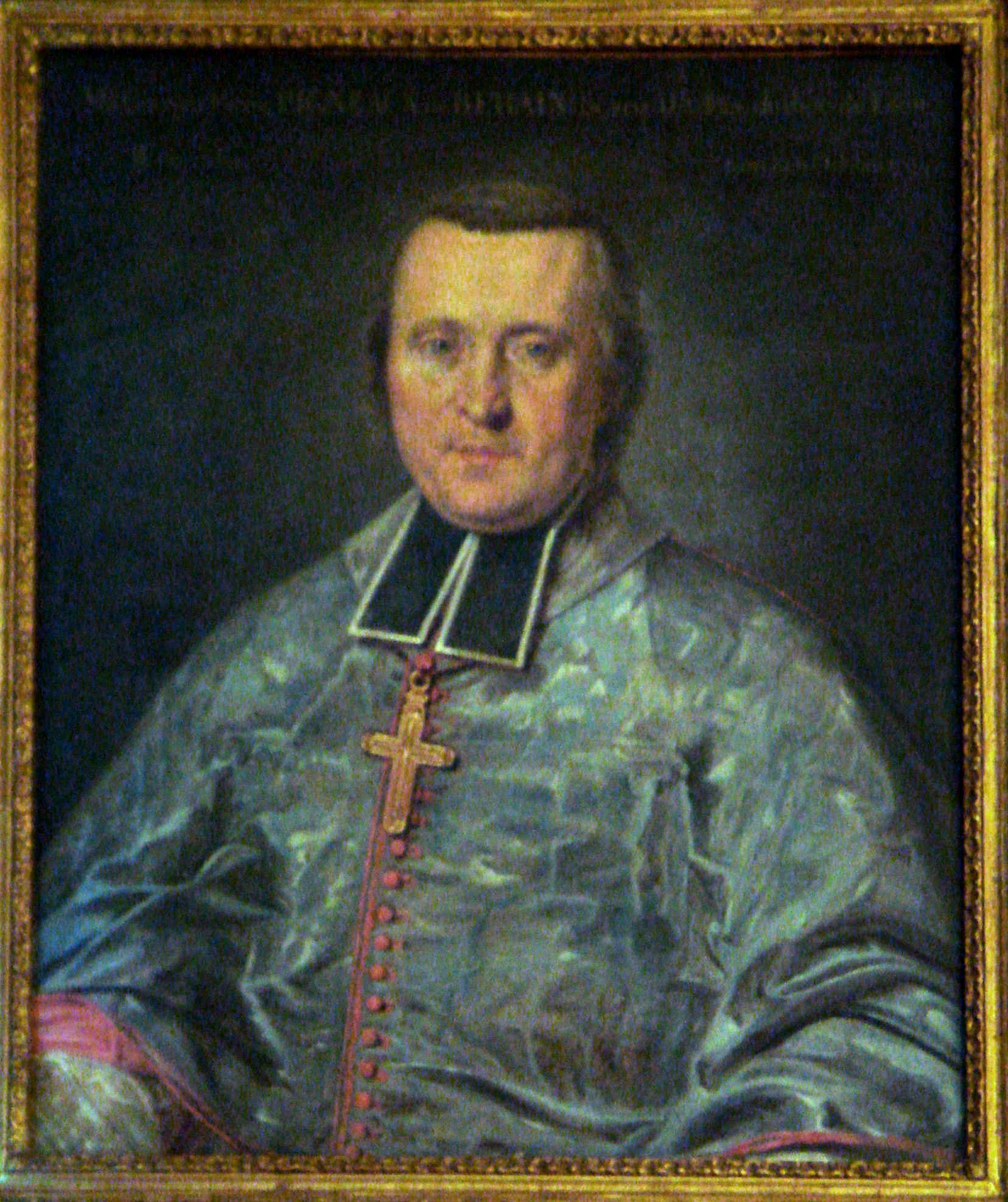
Giám mục Pigneau de Behaine (Bá Đa Lộc)

Ngày 28 tháng 11 năm 1783, trong chuyến đem vương tử Cảnh và vương ấn của Chúa Nguyễn Ánh về Pháp, Pigneau de Béhaine (Bá Đa Lộc) tự đứng ra đại diện cho Nguyễn Ánh để ký với Bá tước De Mantmarin (đại diện cho vua Louis XVI của Pháp) một hiệp ước tên gọi là Hiệp ước Versailles. Đây là văn kiện đầu tiên nhượng cho Pháp chủ quyền cửa biển Touron và quần đảo Côn Lôn. Đổi lại, Pháp sẽ giúp Nguyễn Ánh 4 tàu chiến, 1.200 lính, 200 pháo thủ, 250 người lính Phi để chống lại nhà Tây Sơn. Cách mạng Pháp nổ ra khiến nước này không thực hiện được cam kết trên.
Tương truyền trong đợt thứ 3 bị Tây Sơn truy sát thì Nguyễn Ánh và thuộc hạ đã trốn ra Côn Lôn. Ông sống ẩn dật mấy tháng trời ở đây. Vì thế, hiện nay ở đảo Côn Sơn có một ngọn núi cao gọi là núi Chúa; ở làng An Hải có đền thờ thứ phi của Nguyễn Ánh là Hoàng Phi Yến và ở làng Cỏ Ống có Miếu Cậu thờ Hoàng tử Cải con của thứ phi Hoàng Phi Yến.
Vào thời Gia Long, theo Đại Nam nhất thống chí thì Côn Đảo thuộc quyền quản hạt của đạo Cần Giờ, trấn Phiên An, tổng trấn Gia Định (Gia Định thành).
Đến năm Minh Mạng 20 (1839) thì Côn Đảo được chuyển sang thuộc tỉnh Vĩnh Long của Nam Kỳ Lục tỉnh.
Năm 1822, đại sứ nước Anh John Crawfurd trên hành trình đi sứ Xiêm và Cochin China Việt Nam đã ghé thăm và khám phá Côn Đảo.

### Thời Pháp thuộc
Ngày 1 tháng 9 năm 1858, Pháp tấn công Đà Nẵng, chiếm đóng bán đảo Sơn Trà và chuẩn bị đánh Huế.
Tháng 4 năm 1861, Pháp đánh chiếm Định Tường. Chính trong thời gian này, Pháp khẩn cấp đặt vấn đề chiếm đóng Côn Đảo vì sợ Anh chiếm mất vị trí chiến lược quan trọng này.
Vào lúc 10 giờ sáng, ngày 28 tháng 11 năm 1861, Thủy sư đô đốc Hải quân Pháp là Louis Adolphe Bonard hạ lệnh cho tàu thông báo Norzagaray đến chiếm Côn Đảo, thượng cờ Pháp.
Trung úy Hải quân Pháp Lespès Sebastien Nicolas Joachim lập biên bản "Tuyên cáo chủ quyền" của Pháp tại Côn Đảo.
Ngày 14 tháng 1 năm 1862, chiếc tàu chở hàng Nievre đưa một số nhân viên ra đảo. Những người này có nhiệm vụ tìm vị trí thuận lợi dựng tạm hải đăng Côn Đảo nhằm chống chế nếu có nước nào phản kháng hành động tuyên bố chủ quyền.
Ngày 5 tháng 6 năm 1862, triều đình Huế ký Hòa ước Nhâm Tuất với Pháp. Khoản 3 của Hoà ước ghi rõ rằng nhà Nguyễn phải nhượng hoàn toàn chủ quyền Côn Lôn cho Hoàng đế Pháp. Nguyễn Đình Thống cho rằng, sở dĩ Pháp ép triều đình Huế là do Anh phản đối việc Pháp chiếm Côn Lôn năm 1861. Lý lẽ của Anh là, Pháp chiếm đảo dựa theo một hiệp ước vốn dĩ không được thi hành (tức Hiệp ước Versailles năm 1783).
Ngày 16 tháng 5 năm 1882, Tổng thống Pháp Jules Grévy ký sắc lệnh công nhận quần đảo Côn Lôn là một quận của Nam Kỳ.

### Thời Quốc gia Việt Nam và Việt Nam Cộng hoà
Tháng 9 năm 1954, dưới chính quyền Quốc gia Việt Nam, Thủ tướng Ngô Đình Diệm tiếp tục chế độ nhà tù của Pháp và đổi tên quần đảo Côn Lôn thành hải đảo Côn Sơn.
Ngày 22 tháng 10 năm 1956, Tổng thống Ngô Đình Diệm ký sắc lệnh số 143-NV về việc công bố danh sách các đơn vị hành chính Nam Việt, qua đó đánh dấu sự thành lập của tỉnh Côn Sơn.

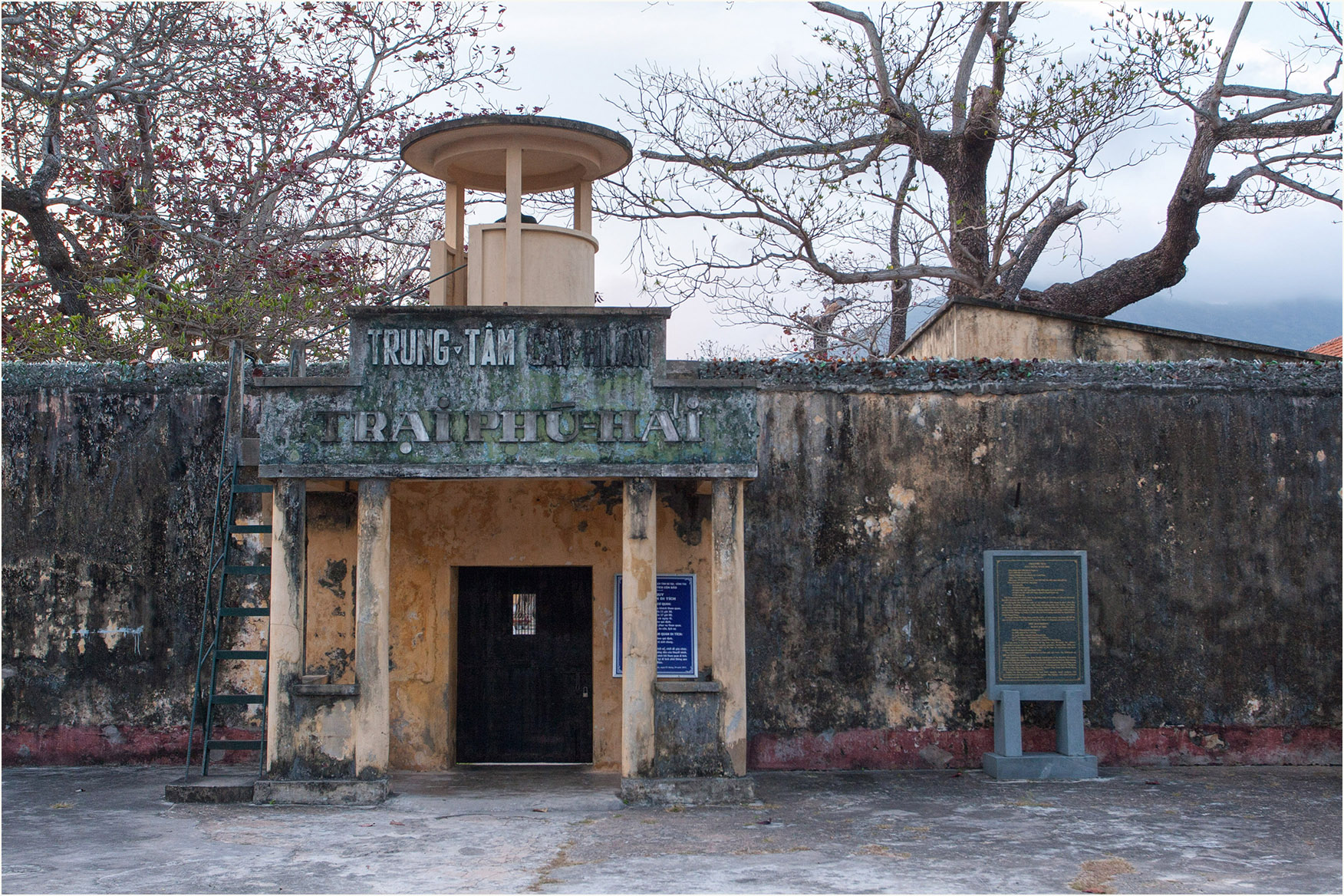
Cổng trại tù Côn Đảo (vẫn còn giữ tên là "Trại Phú Hải")

Ngày 24 tháng 4 năm 1965, chính quyền Việt Nam Cộng hòa đổi tỉnh Côn Sơn thành Cơ sở Hành chính Côn Sơn trực thuộc Bộ Nội vụ. Chức vụ tỉnh trưởng được đổi thành đặc phái viên hành chính.
Ngày 1 tháng 11 năm 1974, dưới thời Tổng thống Nguyễn Văn Thiệu, Cơ sở hành chính Côn Sơn đổi tên thành thị xã Phú Hải thuộc tỉnh Gia Định. (Do đó, các trại tù Côn Đảo đều được ghép thêm chữ Phú: Trại I thành Trại Phú Thọ, Trại II thành Trại Phú Sơn, Trại IV thành Trại Phú Tường, Trại V thành Trại Phú Phong, Trại VI thành Trại Phú An, Trại VII thành Trại Phú Bình và Trại VIII thành Trại Phú Hưng).
Ngày 1 tháng 5 năm 1975, quân đội Cộng hòa miền Nam Việt Nam tiếp quản Côn Đảo.

### Từ sau 1975 đến nay
Ngày 18 tháng 9 năm 1976, Hội đồng Chính phủ ban hành Nghị định số 164-CP về việc thành lập huyện Côn Sơn trực thuộc Thành phố Hồ Chí Minh.
Ngày 15 tháng 1 năm 1977, Quốc hội nước Cộng hòa xã hội chủ nghĩa Việt Nam khóa VI, kỳ họp thứ 2 ban hành nghị quyết phê chuẩn việc đổi tên huyện Côn Sơn thành huyện Côn Đảo và sáp nhập huyện Côn Đảo vào tỉnh Hậu Giang.
Ngày 30 tháng 5 năm 1979, huyện Côn Đảo sáp nhập với thị xã Vũng Tàu và xã Long Sơn thuộc huyện Châu Thành, tỉnh Đồng Nai để thành lập đặc khu Vũng Tàu - Côn Đảo trực thuộc trung ương. Ngày 10 tháng 12 năm 1979, Côn Đảo được chuyển thành quận trực thuộc đặc khu Vũng Tàu - Côn Đảo.
Ngày 12 tháng 8 năm 1991, đặc khu Vũng Tàu - Côn Đảo giải thể, Côn Đảo trở thành huyện thuộc tỉnh Bà Rịa – Vũng Tàu.
Năm 2025, sau khi Bà Rịa – Vũng Tàu sáp nhập với Thành phố Hồ Chí Minh, Côn Đảo đã trở thành một đặc khu thuộc thành phố này.

## Kinh tế
Tính đến năm 2010, ngành dịch vụ chiếm tỉ trọng cao nhất (71,63%) trong cơ cấu kinh tế của đặc khu, kế đó là công nghiệp (20,20%) và cuối cùng là nông nghiệp (8,27%). GDP bình quân đầu người là 965 đô la Mỹ. Hàng năm ngành dịch vụ tăng trưởng với nhịp độ khoảng 33,7%; số khách du lịch đến Côn Đảo đạt khoảng 200.000 đến 250.000 người/năm.
Viễn thông: Côn Đảo đã được phủ sóng điện thoại và chất lượng sử dụng rất tốt. Hiện có 4 mạng điện thoại di động phủ sóng là VinaPhone, Mobifone, Viettel Telecom và Vietnamobile. Ngoài ra, còn có mạng điện thoại cố định không dây của Viettel. Cuối tháng 8 năm 2007, Côn Đảo đã có kết nối Internet tốc độ cao ADSL, đảm bảo thông tin liên lạc. Côn Đảo cũng có đài phát thanh và truyền hình.

## Dân cư
Dân cư trên đảo sống tập trung trong một thung lũng hình bán nguyệt ở tọa độ 8°40′57″ Bắc 106°36′10″ Đông. Thung lũng có chiều dài từ 8 đến 10 km, chiều rộng từ 2 đến 3 km và có độ cao trung bình khoảng 3m so với mặt nước biển. Một mặt trông ra vịnh Đông Nam trong khi ba mặt còn lại vây quanh là núi. Khu vực này nằm ở khoảng giữa của sân bay Cỏ Ống và cảng Bến Đầm (khoảng cách ước chừng là 12 km). Đây là nơi tập trung toàn bộ đời sống kinh tế, chính trị và xã hội của quần đảo nhưng không mang danh nghĩa đơn vị hành chính thực sự vì Côn Đảo chỉ có chính quyền một cấp (là cấp đặc khu).
Dân số Côn Đảo tính đến năm 2014 là 8.360 người thuộc 10 khu dân cư.
Đặc khu Côn Đảo có diện tích là 76,78 km², dân số hiện trạng quy đổi đến đầu năm 2021 đạt khoảng 10.760 người.
Đặc khu Côn Đảo có diện tích 75,79 km², dân số tính đến năm 2022 khoảng 14.386 người: trong đó, dân số thường trú là 9.886 người, dân số quy đổi từ lao động con lắc và khách du lịch khoảng 4.500 người, mật độ dân số đạt 189 người/km².
Đặc khu Côn Đảo có diện tích là 75,79 km², dân số quy đổi tính đến ngày 31/12/2023 là 13.112 người, mật độ dân số đạt 173 người/km².

## Du lịch

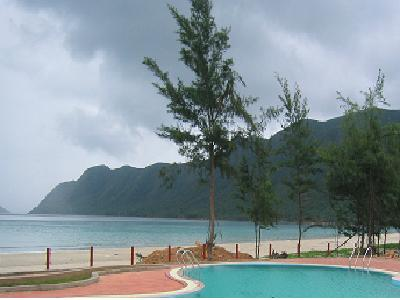
Côn Đảo nhìn từ Nhà khách ra biển

Côn Đảo là một trong 21 khu du lịch quốc gia của Việt Nam. Nơi đây được nhiều du khách đánh giá là thiên đường của nghỉ dưỡng và khám phá thiên nhiên (rừng và biển). Côn Đảo được xem là hòn đảo du lịch với những bãi tắm hoang sơ tuyệt đẹp, làn nước trong xanh mát lạnh, bãi cát dài phẳng mịn. Không khí trên đảo thật trong lành, được ví như thiên đường nghỉ dưỡng. Sở hữu rừng nguyên sinh và biển được bảo tồn đa dạng sinh học, Côn Đảo không chỉ là nơi nghiên cứu của các nhà khoa học mà còn là nơi để du khách đến du lịch khám phá, với các chương trình du lịch sinh thái.
Tháng 5 năm 2011, tạp chí Travel + Leisure gọi Côn Đảo - nơi có "những vách đá dốc đứng bên cạnh những bãi biển hoang sơ và làn nước xanh trong vắt" - là một trong những đảo bí ẩn và tốt nhất thế giới. Tương tự, Lonely Planet cũng xếp Côn Đảo vào danh sách những đảo bí ẩn và tốt nhất thế giới, đồng thời ca ngợi Côn Đảo là "thiên đường thiên nhiên với những cánh rừng rậm rạp, làn nước màu ngọc bích, những bãi cát trắng và là ngôi nhà của bò biển, cá heo, rùa biển và những rạn san hô ngoạn mục".
Ngày 5 tháng 9 năm 2011, Thủ tướng Chính phủ Việt Nam ký Quyết định số 1518/QĐ-TTG phê duyệt điều chỉnh Quy hoạch chung xây dựng Côn Đảo, tỉnh Bà Rịa – Vũng Tàu đến năm 2030, theo đó định hướng sẽ phát triển Côn Đảo thành khu kinh tế du lịch hiện đại, tầm cỡ khu vực và quốc tế.

### Di tích-danh thắng
Hòn Bà

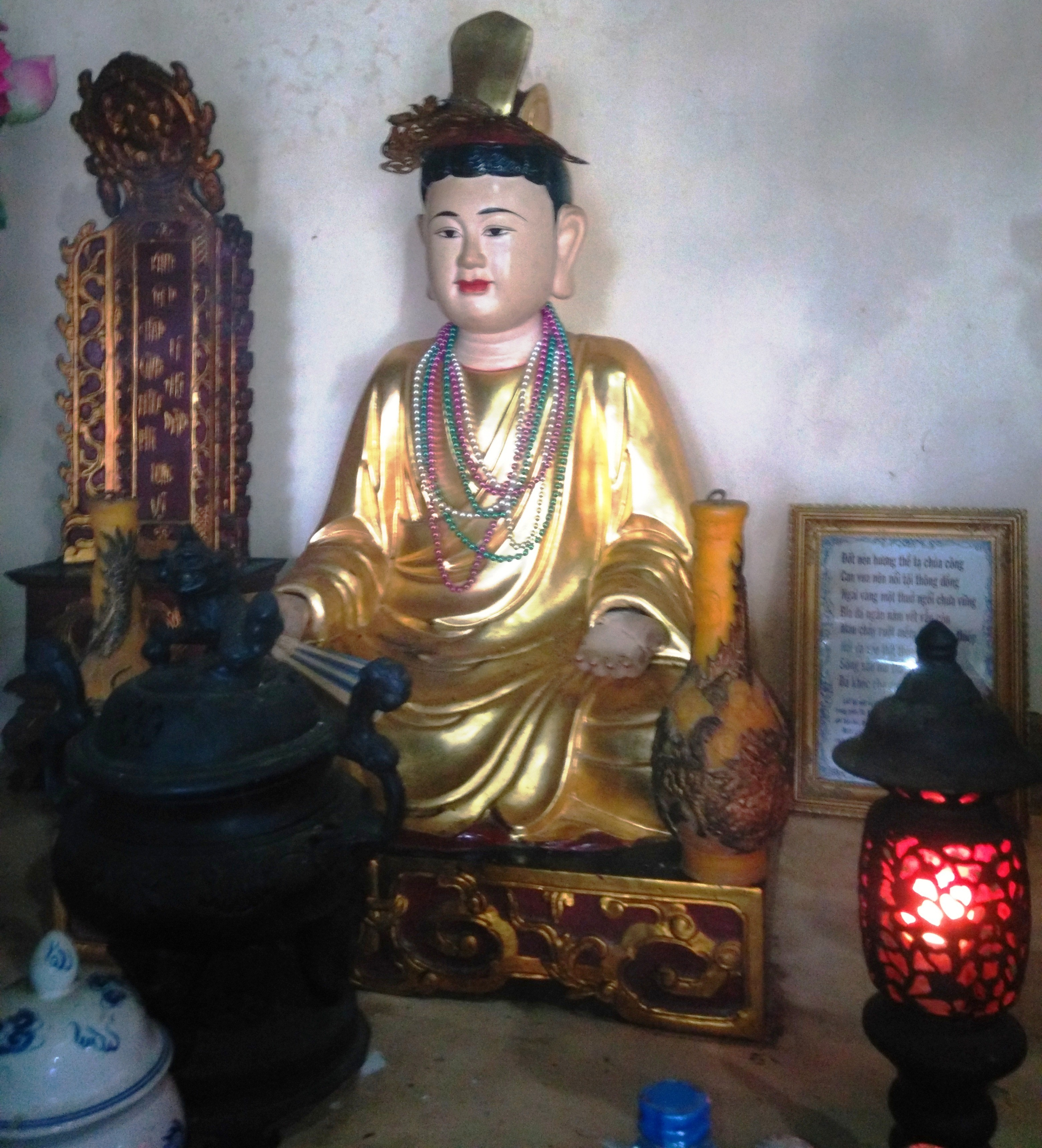
Bà Phi Yến được thờ ở An Sơn miếu

Nguyên là đảo Côn Lôn Nhỏ. Tương truyền thời còn bị quân Tây Sơn truy sát, chúa Nguyễn Ánh từng trốn ra Côn Lôn ẩn trú và tính kế mượn nhờ sức mạnh người Pháp để phục thù. Một người thiếp của ông tên Yến (tục gọi là Răm) đã khuyên can. Chúa nổi giận, đày bà ra đảo Côn Lôn Nhỏ, từ đó đảo này có tên gọi là hòn Bà.
Tuy nhiên, có nhiều nghiên cứu gần đây cho thấy chúa Nguyễn Ánh trong lịch sử chưa từng chạy ra đảo Côn Lôn, và gia phả hoàng tộc cũng không ghi nhận vị thứ phi nào tên là Yến, tục danh là Răm cả. Theo nhà nghiên cứu văn hóa dân gian Nguyễn Thanh Lợi, tín ngưỡng thờ "Bà" ở đây được bắt nguồn từ tín ngưỡng thờ Nữ thần Thiên Y Ana ở miền Trung, tích hợp với tín ngưỡng thờ Thủy Long Thần nữ của đất Nam Bộ, từ đó mới hình thành tín ngưỡng thờ "Bà", "Cậu" ở Côn Đảo.
Hòn Trác và Hòn Tài
Tương truyền chúng bắt nguồn từ tên của hai anh em sinh đôi là Đặng Phong Tài và Đặng Trác Vân. Cả hai đều là tùy tùng phò vua Hàm Nghi chống thực dân Pháp. Năm 1899, Pháp đày Đặng Phong Tài ra Côn Đảo; tại đây ông kết duyên cùng một cô gái tên Đào Minh Nguyệt. Về sau, người em Đặng Trác Vân cũng bị đày ra đây. Người chị dâu nảy sinh tình ý với em chồng, khiến Vân dần cảm thấy lo ngại và bèn quyết định bỏ sang hòn đảo khác. Khi Tài lần sang đảo tìm em thì Vân lại bỏ đi tiếp đảo khác nữa.
Hòn Bảy Cạnh
Hòn Cau
Vườn Quốc gia Côn Đảo
Bãi Đầm Trầu
Nhà tù Côn Đảo

Tượng người tù Côn Đảo

Nhà tù được thành lập ngày 1 tháng 2 năm 1862, do tướng Bonard, tư lệnh quân viễn chinh Pháp ký quyết định thành lập, biến Côn Lôn thành nơi giam giữ các phạm nhân chống Pháp. Về sau, chính quyền Việt Nam Cộng hòa đã phát triển nơi đây thành hệ thống nhà tù và nơi lưu đày, chủ yếu là tù chính trị với hệ thống chuồng cọp nổi tiếng. Dưới chế độ nhà tù Côn Đảo, khoảng 20.000 người Việt Nam thuộc nhiều thế hệ đã chết và được chôn cất tại Nghĩa trang Hàng Dương.
Nghĩa trang Hàng Dương
Bãi Sọ Người và Khu di tích Chuồng Bò
Khu di tích Nghĩa trang Hàng Keo

## Giao thông
Đường biển
Từ Cảng Cát Lở – Vũng Tàu, có thể đi đến Côn Đảo bằng tàu Côn Đảo 9 và Côn Đảo 10. Lịch tàu chạy được cập nhật theo tháng và không thông báo hủy chuyến (tùy thuộc vào điều kiện thời tiết). Thời gian đi từ Vũng Tàu đến Côn Đảo khoảng 12 tiếng với quãng đường 97 hải lý. Vào ngày 15/2/2019, hãng Phú Quốc Express đã đưa vào khai thác tàu cao tốc Côn Đảo Express tuyến Vũng Tàu - Côn Đảo với thời gian khoảng 3 giờ 15 phút.
Năm 2019, dự kiến sẽ có tàu tuyến Thành phố Hồ Chí Minh - Côn Đảo với thời gian khoảng 5 giờ.
Vào tháng 7 năm 2017, hãng tàu Supperdong thực hiện chuyến tàu thương mại đầu tiên tuyến Sóc Trăng - Côn Đảo.
Vào tháng 3 năm 2019, có tuyến tàu cao tốc từ Thành phố Cần Thơ – Côn Đảo.
Cuộc sống người dân đảo phụ thuộc nhiều vào những chuyến tàu, nhất là trong những ngày gió bão tàu không chạy được. Hàng hóa không ra được đảo sẽ có thể khiến Côn Đảo rơi vào tình trạng thiếu lương thực và mọi sinh hoạt đều bị ảnh hưởng.
Trên hòn Bảy Cạnh có ngọn hải đăng lâu đời được dựng bằng công sức lao động khổ sai của các tù nhân. Lịch sử kể lại rằng vào ngày 27 tháng 8 năm 1883, Pháp cho dời hải đăng dựng tạm ở ngọn đồi phía bắc thung lũng Cỏ Ống (đảo Côn Sơn) về mỏm núi ở phía đông hòn Bảy Cạnh với độ cao và tầm chiếu sáng ưu thế hơn. Hải đăng có chiều cao tâm sáng 212 m; ánh sáng trắng, chớp nhóm 2, chu kì 10 giây. Tầm hiệu lực ban ngày là 35 hải lý còn ban đêm là 26,7 hải lý.
Đường hàng không

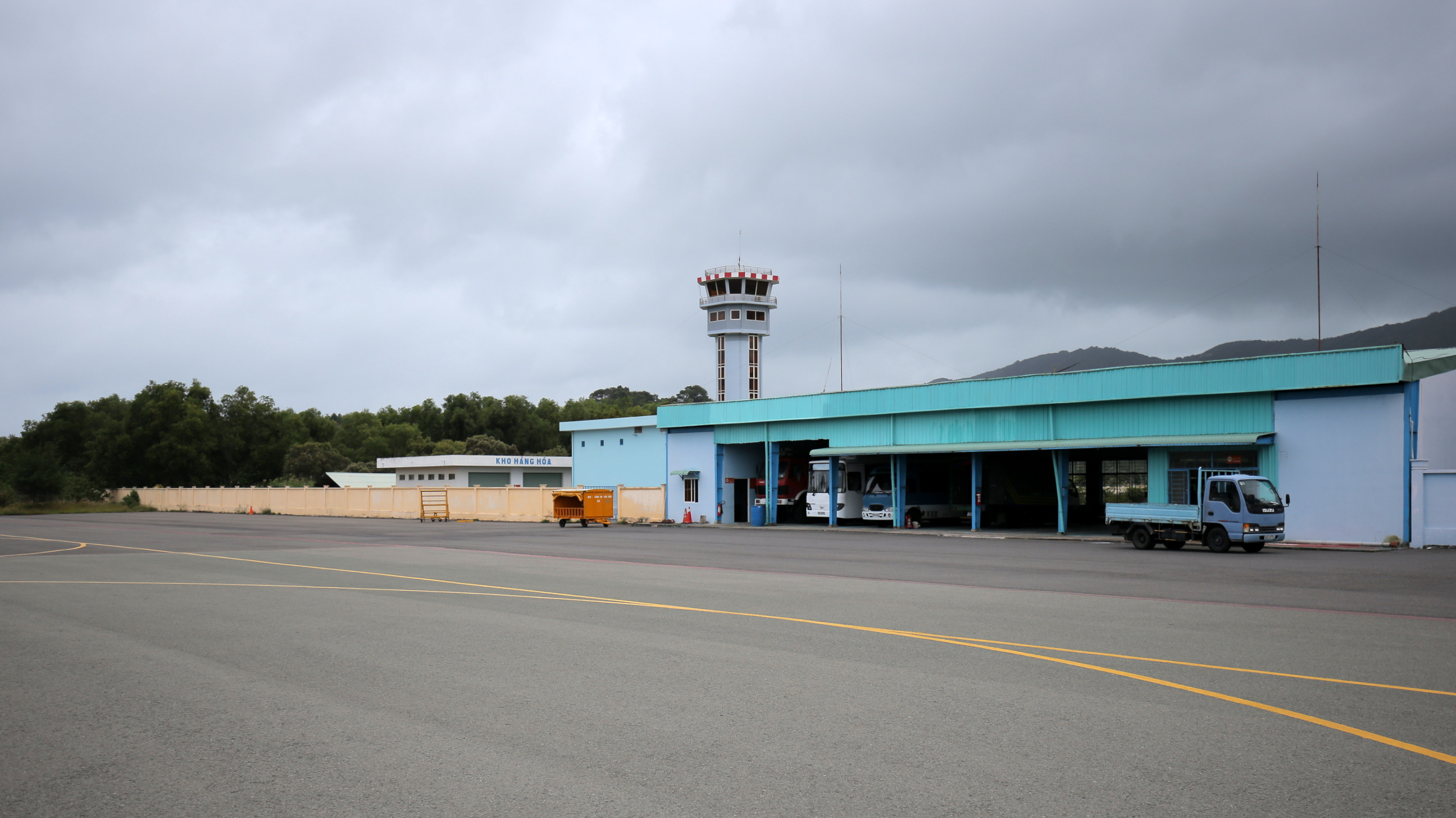
Sân bay Côn Đảo

Sân bay Côn Đảo là sân bay duy nhất của đảo được xây dựng từ thời Pháp thuộc và chính thức khai thác hàng không dân dụng từ năm 2004. Năm 2011, đánh dấu sự phát triển của đường bay Côn Đảo khi hãng không Air Mekong thông báo mở đường bay từ Thành phố Hồ Chí Minh đi Côn Đảo. VASCO cũng mở thêm đường bay từ Cần Thơ đi Côn Đảo và tăng thêm một chuyến từ Thành phố Hồ Chí Minh đi Côn Đảo lên thành 4 chuyến/ngày. Từ ngày 6 tháng 9 năm 2011, Air Mekong đã mở thêm tuyến bay Côn Đảo - Hà Nội với tần suất 3 chuyến/tuần. Vietnam Airlines cũng khai thác đường bay từ Thành phố Hồ Chí Minh đến Côn Đảo với tuần suất 4 chuyến/ngày. Trong 9 tháng đầu năm 2017, công ty dịch vụ Hàng không Vasco cũng vận chuyển được 148.736 lượt khách đến với Côn Đảo, tăng 25,58% so với cùng kỳ năm 2016, tần suất vận chuyển trong mùa cao điểm (từ tháng 2 đến hết tháng 8 dương lịch) lên tới 10 - 12 chuyến/ngày. Việc tăng tần suất vận chuyển đưa đón du khách như trên đã cho thấy sức hút du lịch của đặc khu này. Theo thông cáo báo chí, sân bay Côn Đảo sẽ tạm ngừng khai thác để nâng cấp trong năm 2023 và trở lại hoạt động vào năm 2024 với nhiều hạng mục được thay đổi, bao gồm đường băng được kéo dài và nhà ga có công suất lớn hơn